# Уллубий (уцмий)
Уллубий также Улуг, Уллубий-мирза — уцмий Кайтага. Военно-политический деятель в истории Дагестана XVII века. Сын уцмия Рустам-хана и отец уцмия Ахмед-хана Большого.

## Антииранское восстание 1659—1660 гг.
Причиной восстания в Дагестане была политика шаха Аббаса II, направленная на абсолютное подчинение Дагестана, для чего он запланировал основать в Дагестане ряд крепостей. В крепостях он планировал поселить по 6000 воинов. Но, ни шамхал, ни Казаналп не приняли эту идею.
Агрессивные планы шаха вызвали желание местных владетелей получить покровительство России. Многие дагестанские владетели присягнули в эти годы русскому царю.
Аббас II попытался насильно установить господство, что спровоцировало сильные антииранские настроения в Дагестане, особенно в Кайтаге, Табасаране и Кумыкии. В 1659—1660 годах произошло мощное антииранское восстание, в котором приняло участие более 30 тысяч человек. По количеству восставших и остроте событий оно не имело равных в истории антииранского движения на Кавказе в этот период.
Первоначально Улуг действовал в уцмием Амирхан-Султаном, но после этого Амирхан-Султан скорее всего погиб в какой-то стычке, либо умер другим путём, и руководителем восстания и уцмием стал Улуг.
Шаху дыинул 15 000 солдат и 2000 артиллеристов к границам Дагестана. Чтобы обезглавить восстание, Аббас II официально лишил Улуга и примкнувших к нему феодалов власти, формально передав главенство некоему Хасан-хану.
От Сурхая иранцы потребовали, чтобы тот пришёл к ним для противодействия Улугу. Шамхал доложил шаху, что Улуг раскаивается в своих действиях и покорится, если шах его простит. Шах требовал от Улуга прислать к нему одного из своих сыновей, и тогда его простят.
В действительности, Улуг не планировал подчиниться и просить прощения. Иранцы узнали, что восставшие «собрались и просят помощи у Улуга». Тогда он выступил из Дербента. А «Сурхай-хан и общество Дагестана» стали собираться на случай прихода иранцев и «построили на реке Багам… укрепления и укрытия… и ждали подхода Хаджи-Манучехр-хана (шахского командира)» с войском.
Центром сражения явился берег реки Багам, приток реки Уллучай, протекающей через Кайтаг. Иранские корабли пришли по реке и высадили соладт «в тылу в горах» на территории Кайтага. Улуг «во главе одного из отрядов бросился на левое крыло шахских войск, и вызвал там смятение».
Казвини писал, что группа из людей вместе с Улугом из правого крыла напала на левое крыло войска.
Отряды горцев не смогли противостоять регулярным войскам шаха  с артиллерией и проиграли, через 3-4 дня в лесах была обнаружена группа вождей, которая умерла от пулевых ран и стрел. Умер и брат Улуга.
После был издан указ, по которому Сурхая, вышедшего из повиновения с сообщниками следует схватить, однако он и другие избежали этого, скрывшись в горах и продолжая оказывать сопротивление иранцам.
Дагестанцы добивались помощи османов, они писали, что они отбили атаки иранцев, убив более 3000 человек, и не хотят быть в их подданстве.
Восстание завершилось компромиссом. Удовлетворившись формальным выражением покорности, шах не сделал даже попытки сменить шамхала Сурхая, опасаясь нового восстания повстанцев.

## Внутренняя политика
После восстания 1659—1660 годов в Кайтаге наступает затишье. Были созданы условия для восстановления уничтоженного войной хозяйства и его развития. Последний раз Уллубия упоминается в источниках в 1668 году в связи в восстанием Разина.